# ニエロ

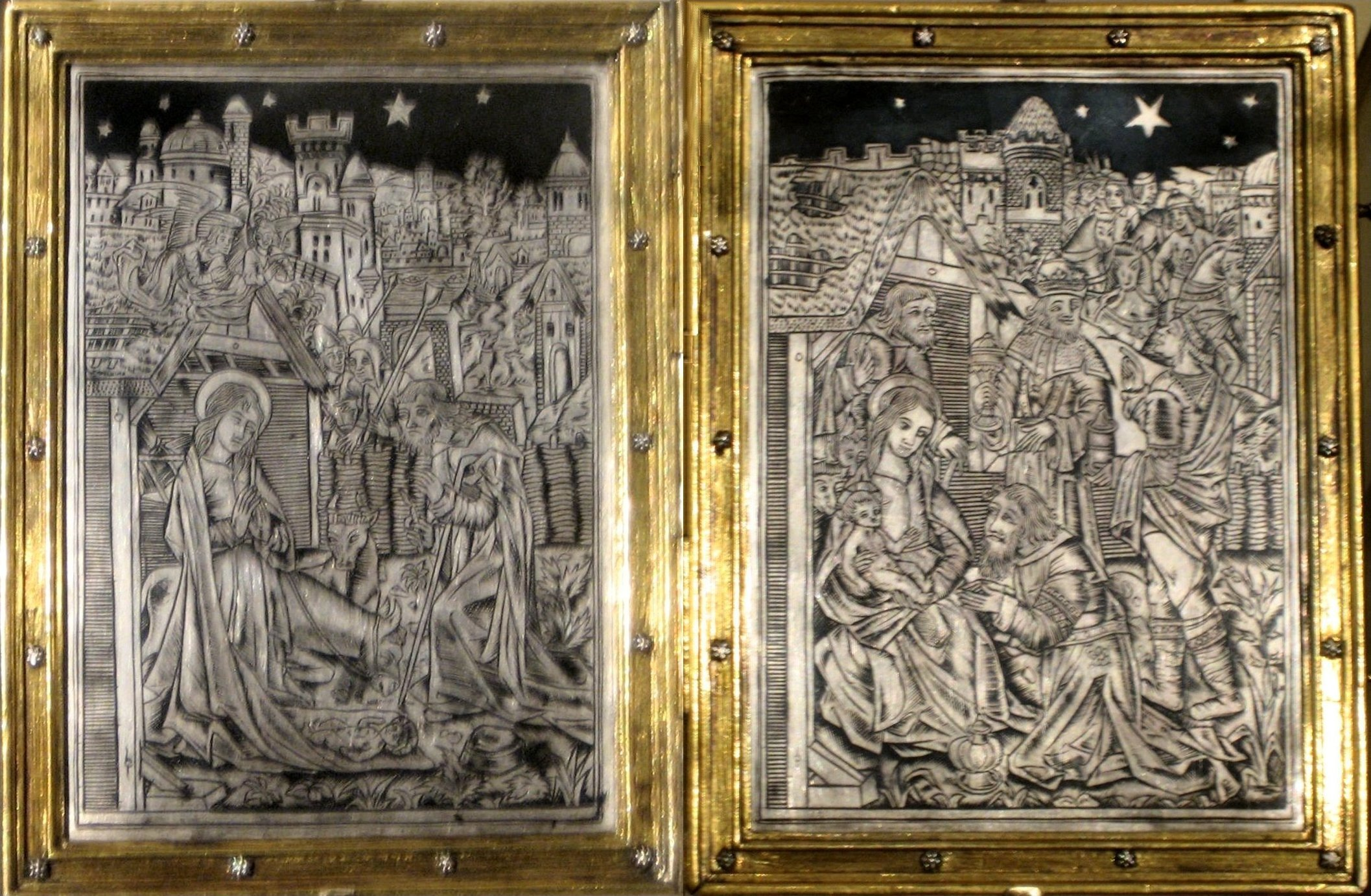
ニエロ象嵌を施された、キリスト誕生と崇拝を表した二連祭壇画。1500年頃のパリのもの。クロイスターズ美術館

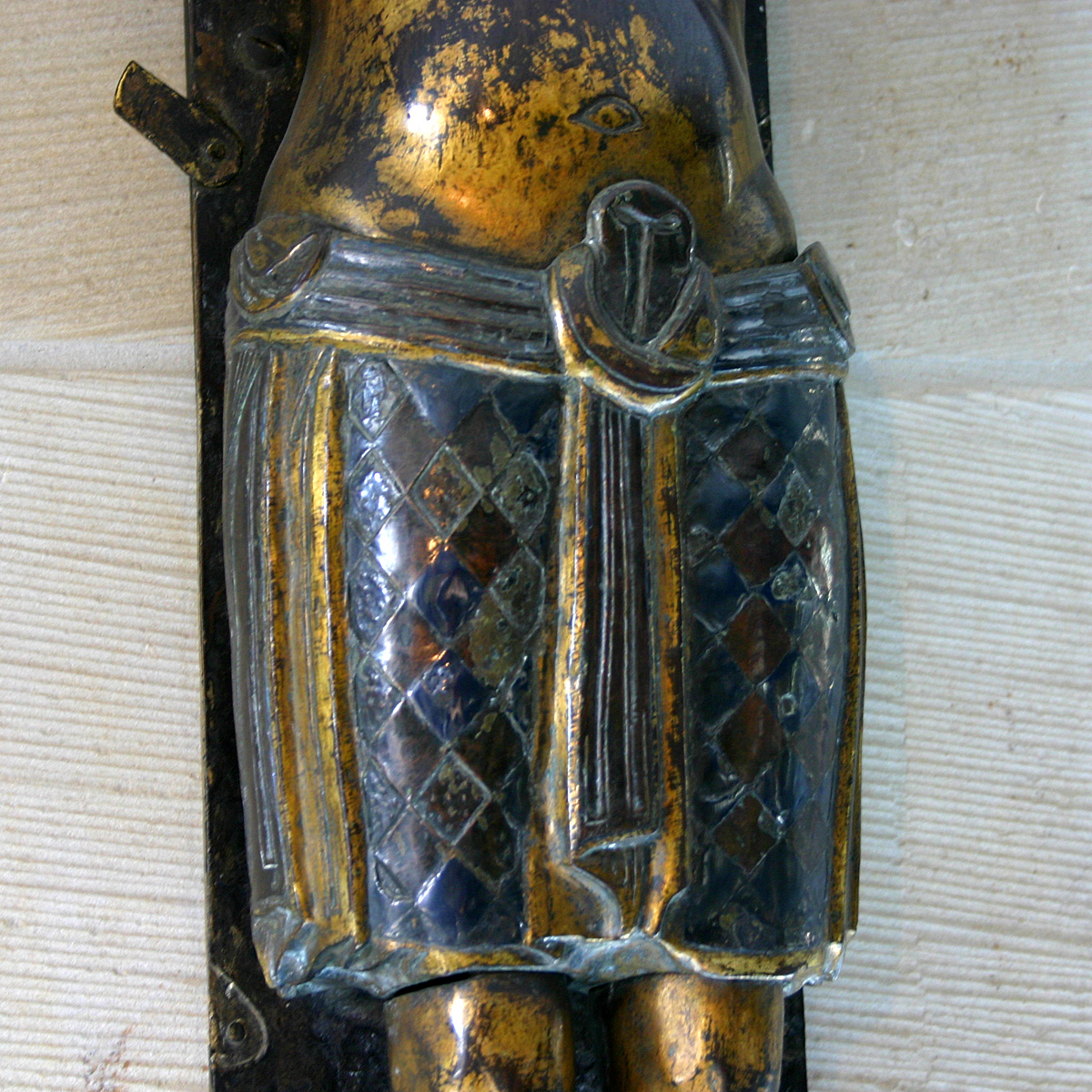
ニエロ技術の使われたミンデンの十字架。1070年か1120年のもの

ニエロ（niello、黒金）は、硫黄、銅、銀、それに通常鉛から成る黒色合金。定まった比率はないが、銀4 : 銅2 : 鉛1 が一般的。
彫刻（エングレービング）を施した金属への象嵌（象眼）に用いられる。また、金属からカットされた美術作品の中に詰め込むのに使うこともできる。ニエロ装飾の起源は、古代エジプト人がはじめたと信じられ、中世にヨーロッパ中に広まった。

## ルネサンス期のニエロ
15世紀中期のフィレンツェの金細工師たちは、ビュラン（en:burin）で金属を彫刻するという方法で、作品を装飾していたが、その後は、ビュランで作った窪みに、銀・鉛・硫黄から成る黒いエナメルを充たす方法を使い出した。そうして生まれた作品はニエロと呼ばれ、きわめて強いコントラストを持ち、その結果、より目立つものとなった。

## タイのニエロ
ニエロ細工を施したタイ王国の装身具は、1920年代から1970年代にかけて、その地に駐留していたアメリカ兵が、帰国してガールフレンドや妻に贈るプレゼントとして人気があった。そのほとんどは手作りのものだった。
その技術は以下の通りである。
- まず、職人は銀に特定のキャラクターや模様を彫刻する。「背景」となる部分を彫ることによって像を浮かび上がらせる。
- それから「背景」を埋める象嵌にニエロを使用する。
- 戸外で火で焼く。合金は硬化する。
- 砂（紙やすり）で滑らかに磨き、研磨する。
- 最後に、銀職人が手作業で細密なディテールを加える。
- 追加の装飾に、フィリグリー（金線細工、銀線細工、en:Filigree）が使われることも多い。

ニエロ細工は黒と銀のみで塗られていることで分類されている。同じ時代に起源を持つ他の色の装身具は、異なる技術が使われ、ニエロとは呼ばれない。
ニエロ細工に見られるキャラクターの多くは、ヒンドゥーの伝説『ラーマーヤナ』のものである。重要なタイの文化的シンボルもまた盛んに使われている。
大きな商業的価値のあるニエロ細工の装身具はないものの、それらは素晴らしい記念品であり、感傷をそそるものである。また、マッチしやすく、面白い話の種を提供してくれる。
主なものに、ネックレス、ブレスレット、ブローチ、ネクタイピン、指輪、イヤリング、ペンダント、ボタン、嗅ぎ煙草入れなどがある。

## キエフ大公国のニエロ
10世紀から13世紀の間、キエフ大公国の職人たちは、他の世界のどの国の職人よりも、高い装身具製造技術を持っていた。熱した鉄、蝋、石の鋳型、ニエロや七宝の象嵌を含む技術を完璧に使いこなし、キエフ大公国の職人たちの手による作品は、当時、世界で並ぶものがなかった。12世紀の東ローマ帝国の著述家John Tsetsesは、キエフ大公国の職人たちを賞賛し、その仕事をギリシア神話に出てくる名工ダイダロスの作品に例えた。
ニエロはさまざまなものに使われた。剣のつか、聖杯、皿、角状の器、馬のための装飾品などがそうだが、最も多く使われたのは女性のための装身具で、具体的には、ネックレス、ブレスレット、指輪、トルク、ペンダント、ボタン、ベルトバックル、ヘッドドレス、などである。
キエフ大公国のニエロ塗りの技術は、次のようなものである。
- まずルプセ（en:Repoussé and chasing）技法で銀または金を形作り、浮き彫りし、成型する。
- 次に、それを高浮き彫り（en:Alto-relievo）し、背景にニエロを詰め込むが、その方法は、レッドコパー、鉛、銀、炭酸カリウム、ホウ砂、硫黄の混合物を液化させ、凹面の表面に流し込むものである。
- 窯の中でそれを焼く。窯の熱がニエロを黒ずむことで、他の装飾はより目立つことになる。

型を使って大量に作られたニエロ製品は、ギリシャ、東ローマ帝国、さらにヴァリャーグ - ギリシャ間の交易路（ヴァリャーグからギリシアへの道）に含まれる国の人々に取引された。それらは現存している。
1237年から1240年にかけてのモンゴル帝国の侵略で、キエフ大公国全土は荒らされ、村や仕事場は焼かれ、土地は壊され、多くの職人たちが殺されてしまった。ニエロや七宝の技術はそれ以降減退してしまった。
主にウクライナ中で見つかった墓から回収されたニエロ製品の巨大なコレクションが、キエフのウクライナ歴史宝物博物館にある。